# Бихтер, Михаил Алексеевич
Михаил Алексеевич Бихтер (11 [23] апреля 1881, Москва ‒ 7 мая 1947, Ленинград) — российский, советский пианист, дирижёр и педагог, заслуженный деятель искусств РСФСР (1938).

## Биография
Сын оркестрового музыканта. Был зачислен в Петербургскую консерваторию сразу по трём классам: фагота, элементарной теории и фортепьяно.
В 1910 году окончил с золотой медалью Петербургскую консерваторию (класс фортепиано А. Н. Есиповой, класс дирижирования Н. Н. Черепнина). Теоретические предметы он проходил у А. К. Лядова и Н. Ф. Соловьёва, инструментовку у А. К. Глазунова и М. О. Штейнберга, историю музыки у Л. А. Саккетти, в тайны аккомпанемента его посвятил И. И. Витоль.
В 1912—1917 годах был дирижёром Театра музыкальной драмы (Петербург).
С 1934 года — профессор Ленинградской консерватории по классу камерного пения.
В период блокады Ленинграда выступал в концертах. Вёл дневник, в том числе в период блокады. Отрывки его опубликованы:
- Листки из книги воспоминаний // Советская музыка. — 1959. — № 9, 12.

### Семья
Сыновья: Алексей, Всеволод.

## Творчество
Выступал в камерных ансамблях.
Его первые выступления (ещё в студенческие годы) с Н. И. Забелой-Врубель привлекли к нему внимание Ф. И. Шаляпина, который не только пригласил Бихтера аккомпанировать, но впоследствии изучал с ним в русском переводе написанную Массне специально для Шаляпина оперу «Дон-Кихот».
Аккомпанировал также И. А. Алчевскому, И. В. Ершову, М. И. Бриан и др.
А. К. Глазунов поручил Бихтеру первое исполнение с Л. С. Ауэром своего ставшего впоследствии знаменитым скрипичного концерта.
Михаил Алексеевич имел репутацию прекрасного музыканта и «мастера огромного масштаба», который, однако, часто получал критические отзывы, поскольку своей активной манерой мог затмить солиста и на первое место ставил игру, а не вокал, в то время как в профессиональной среде ещё не сложилось «пианист-солист».

## Награды и признание
- Заслуженный деятель искусств РСФСР (21.02.1938).